# フーゴー・ディストラー

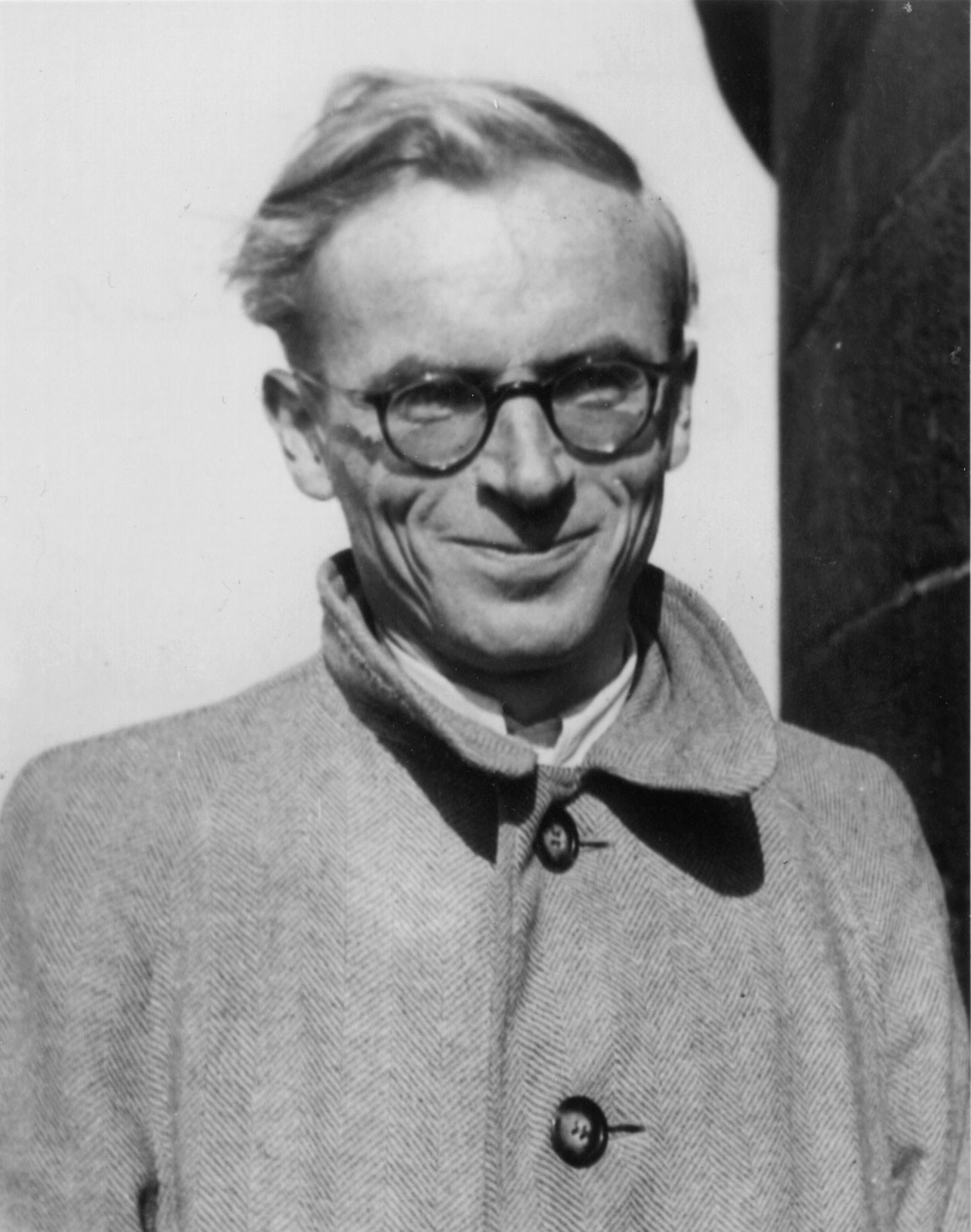
フーゴー・ディストラー（1941年）

フーゴー・ディストラー（Hugo Distler, 1908年6月24日 - 1942年11月1日）は、ヴァイマル共和国期から第三帝国期にかけて活躍したドイツの作曲家。福音教会の教会音楽家として名高いが、チェンバロ協奏曲などの器楽曲も遺している。

## 生涯
ニュルンベルク出身。ライプツィヒ音楽院に入学し、当初は指揮科で学ぶが、後に教員の助言によって作曲科とオルガン科に転属した。1931年にリューベックの聖ヤコビ教会にオルガニストとして就任。1933年に国家社会主義ドイツ労働者党（ナチ党）に入党し、同年にベルリンのシュパンダウ宗教音楽学校で教鞭を執るようになり、1937年にシュトゥットガルト宗教音楽学校の教授に迎えられた。
友人の死や空爆、職務上のプレッシャー、ナチス政権による常なる徴兵の脅威によって次第にうつ病気味となり、1942年にベルリンで自殺を遂げた。34歳だった。
ディストラーの作品はポリフォニックで頻繁にメリスマが用いられており、しばしばペンタトニックに依拠している。これらの特徴のために、ディストラーの作品はナチスによって退廃音楽の烙印を押された。自殺の直接の動機は、このような政治的背景によるものとする説もみられる。